# Lentulus Batiatus
Lentulus Batiatus var ägare till en romersk gladiatorskola, en så kallad Ludus, nära Capua. Han ägde den kände soldaten och gladiatorn Spartacus.
I filmen Spartacus från 1960 spelades Batiatus av den brittiske skådespelaren Peter Ustinov, som för sin rollprestation belönades med en Oscar för bästa manliga biroll.
John Hannah spelade Batiatus i säsong ett av tv-serien Spartacus: Blood and Sand från 2010. Han medverkade även i Spartacus: Gods of the Arena som är en så kallad prequel, uppföljare, till Spartacus: Blood and Sand.